# Alexandre José Oliveira
Alexandre José Oliveira (Recife, Brasil, 26 de mayo de 1977), futbolista brasileño. Juega como interior derecho o mediapunta y su actual equipo es el UD Alzira.

## Trayectoria
Alexandre es un mediocentro ofensivo que milita en el UD Alzira.
Nacido en Recife, Brasil el 26 de mayo de 1977. Mide 1,65 m y pesa 76 kg.
Salió de la cantera del Sport Recife, en 1994 pasó al Rosario Central. En 1995 fue el primer brasileño que fichó el Villarreal cuando militaba en 2ª División, donde ascendió a Primera División. De allí pasó al Eendracht Aalst y en 2000 al Dinamo de Zagreb croata. En 2002 fichó por el CF Ciudad de Murcia y en 2002 pasó a integrar la plantilla del Lorca Deportiva CF. El 16 de enero de 2008 se desvincula del club lorquino y firma por el Mazarrón CF hasta final de temporada. En verano de ese mismo año pasa a la UD Alzira.
En la actualidad juega en el Alqueries C.F. que milita en la primera regional del grupo 2 del territorial de la comunidad valenciana.

## Clubes
| Club                | País      | Año       |
| ------------------- | --------- | --------- |
| Sport Recife        | Brasil    | 1993-1994 |
| CA Rosario Central  | Argentina | 1994-1995 |
| Villarreal CF       | España    | 1995-1998 |
| Eendracht Aalst     | Bélgica   | 1998-2000 |
| NK Dinamo Zagreb    | Croacia   | 2000-2002 |
| CF Ciudad de Murcia | España    | 2002-2003 |
| Lorca Deportiva     | España    | 2003-2008 |
| Mazarrón CF         | España    | 2008      |
| UD Alzira           | España    | 2008-2009 |
| Alqueries CF        | España    | 2009-     |